# Szpital Żydowski we Wrocławiu (ul. Antoniego)

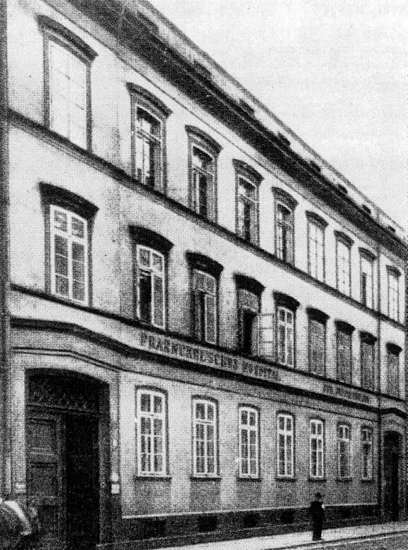
Szpital żydowski

Szpital Żydowski we Wrocławiu – żydowska placówka medyczna we Wrocławiu, mieszcząca się przy ulicy świętego Antoniego. Był drugim z kolei szpitalem żydowskim w mieście (pierwszy powstał pod koniec XVIII wieku nieopodal, przy obecnej ul. Włodkowica 19, tuż przy istniejących jeszcze wówczas murach miejskich).

## Historia
Plac pod budowę nowego szpitala zakupiono w 1838 roku z funduszy filantropa Jonasa Fränckla. Budowę i wyposażenie wnętrza ukończono w 1841 roku. Całość sfinansowała Fundacja Fränckla. Szpital jak na owe czasy był bardzo nowoczesny, posiadał obszerną salę operacyjną, bibliotekę oraz synagogę przeznaczoną dla pacjentów oraz personelu. W kilku pomieszczeniach mieścił się również sierociniec dla dzieci żydowskich.
W 1881 roku uruchomiono Żydowski Dom dla Przewlekle Chorych. Na początku XX wieku liczba pacjentów wynosiła średnio 500 osób. W 1903 roku szpital przeniesiono do nowej siedziby mieszczącej się przy ulicy Sudeckiej 92/96.